# Cuidado con las personas formales
Cuidado con las personas formales es una obra de teatro escrita por Alfonso Paso y estrenada en el Teatro Alcázar de Madrid el 19 de enero de 1960.

## Argumento
Enrique y Agustín son un padre y un hijo, casados, respectivamente con Mercedes y Ernestina. Una noche, aprovechando la ausencia de estas por un evento social, deciden irse de juerga. Es entonces cuando conocen a Carmen La Martillo, que les hace chantaje para no desvelar sus correrías. Para evitarlo, ambos deciden acabar con la vida de Carmen mediante un crimen perfecto. Tras varios intentos infructuosos, aparecen las esposas con Rosita, hermana de Agustín, y su novio Carlos, escritor de novela negra. En un descuido aprovechan para dejar a Carmen, inconsciente, en la casa de los vecinos. Pero estos, a su vez, esconden otro cadáver bajo el sillón de su la casa de Enrique. Finalmente, todos confiesan sus intenciones y parece finalmente apaciguarse la situación...hasta que en el último instante, aparecen los compañeros de juerga del padre y el hijo. [Hay errores de bulto en esta descripción del argumento]

## Sinopsis
Una familia de lo más "formal" —Enrique, Mercedes, Agustín y Rosita— veranea en El Escorial. Son sus vecinos Juanita y Julio, que no se llevan del todo bien a causa de las visitas de cierto antiguo novio de Juanita.
El novio de Rosita, Carlitos, acaba de publicar una novela policíaca cuya trama —un crimen perfecto, lógicamente— sueña ver hecha realidad.
Cierta tarde del plácido verano en que las mujeres salen para ir al baile de las fiestas locales, Enrique y Agustín se preparan para dar rienda suelta a su secreta, doble y licenciosa vida. Es en ese momento cuando aparece en la puerta Carmen la Martillo, antigua compañera de juergas, que va a poner patas arriba toda la decencia y la bienséance de los personajes de la comedia.

## Representaciones destacadas
- Teatro (estreno, en 1960). Intérpretes: Diana Maggi, Mari Carmen Prendes, Rafael Rivelles, Ismael Merlo, Charo Soriano, Enrique Closas.
- Cine (Cuidado con las personas formales) (1961). Dirección: Agustín Navarro. Intérpretes: Antonio Vilar, María Martín, Pepe Rubio, José Luis López Vázquez, Luchy Soto, Simón Andreu, María Luisa Merlo.
- Televisión (13 de diciembre de 1978, en el espacio de TVE Estudio 1). Dirección: Fernando García de la Vega. Intérpretes: Ismael Merlo (Enrique), Pedro Osinaga (Agustín), Beatriz Carvajal (Carmen), María Isbert (Mercedes), Pepa Terrón, María Kosty (Rosita), Pepe Ruiz, Antonio Medina y Mirta Miller.